# Wilhelm Lebrecht von Baumbach
Wilhelm Lebrecht von Baumbach (* 12. Februar 1757 in Nentershausen; † 8. Juli 1826 in Kassel) war ein hessischer Offizier in niederländischen Diensten, nassauischer Hofbeamter, Gutsbesitzer, und Obervorsteher der Hessischen Ritterschaftlichen Stifter.

## Herkunft
Wilhelm Lebrecht von Baumbach stammte aus dem Zweig Kirchheim der Herren von Baumbach. Sein Vater war Reinhard von Baumbach (* 1. Mai 1708 in Nentershausen, † 16. Dezember 1765 ebenda). Dieser heiratete am 2. November 1745 in Reichensachsen Christine Luise, oder auch Louisa Christina, von Boyneburg gen. Hohenstein (* 17. Mai 1730 in Reichensachsen, † 28. Dezember 1805 in Nentershausen), Tochter von Dietrich Philipp von Boyneburg gen. von Hohenstein (Hanstein) zu Reichensachsen (* 1685) und Henriette von Bodenhausen. Ludwig Wilhelm von Baumbach und Ernst von Baumbach waren seine Brüder.

## Leben
Wilhelm Lebrecht wurde zunächst Soldat. Er war Rittmeister, später Major in einem niederländischen Dragonerregiment und Adjutant des Gouverneurs von Maastricht, des Landgrafen Friedrich von Hessen-Kassel zu Rumpenheim, während der Belagerungen von Maastricht 1793 und 1794 durch das revolutionäre Frankreich. Bereits 1793, nach der Kriegserklärung Frankreichs an Großbritannien und die Vereinigten Niederlande, sandte er seine Frau Caroline Schenck zu Schweinsberg mit den Kindern Moritz und Caroline nach Hessen zurück. Er selbst folgte Anfang 1795, nach der Kapitulation Maastrichts im Herbst 1794 und dem Ende der alten Republik der Vereinigten Niederlande, und verwaltete dann die nach dem Tod des Hessen-Kasseler Oberhofmarschalls Carl von Boyneburg gen. Hohenstein (1729–1792), mit dem die Boyneburger Linie Hohenstein im Mannesstamm erlosch, an seine Mutter gefallenen Allodial- und Lehnsgüter der Boyneburg zu Reichensachsen.
Als, nach langem Rechtsstreit, Landgraf Wilhelm IX. von Hessen-Kassel 1800 die Reichensachsener Lehnsgüter der Boyneburger als erledigte Lehen einzog, ging die Familie auf die Baumbach'schen Familiengüter in Kirchheim. Anfang 1803 wurde Wilhelm Lebrecht von Baumbach als Oberstallmeister in Fulda in den Dienst des Prinzen Wilhelm Friedrich von Oranien-Nassau, dem späteren Wilhelm I. der Niederlande, im 1802 für diesen geschaffenen Fürstentum Nassau-Oranien-Fulda berufen. Diese Stellung verlor er im Oktober 1806, als das Fürstentum von Napoléon aufgelöst wurde, und er ging wieder zurück nach Kirchheim, wo er die Zeit des napoleonischen Königreichs Westphalen (1807–1813) verbrachte.
Nach dem Ende des Königreichs Westphalen und der Wiederherstellung des Kurfürstentums Hessen wurde er einer der drei Obervorsteher der Hessischen Ritterschaftlichen Stifter, der Versorgungseinrichtung für hilfsbedürftige Familienmitglieder aus dem Kreis der Althessischen Ritterschaft.
Seine betriebswirtschaftlichen Unternehmungen waren wenig erfolgreich. Die landwirtschaftlichen Güter in Kirchheim (seit 1588 im Besitz der Baumbach) und Frielingen (1810 gekauft und 1820 durch Zukauf erweitert), die er von einem Verwalter betreiben ließ, erwirtschafteten kaum Gewinn. Ein hauptsächlich zum Zweck der Produktion von Pottasche als Düngemittel eingerichteter Aschenbrenner brachte nur Verluste. 1816 und 1817 kamen Missernten hinzu. Die daraufhin amtlich verbotene Nutzung von heimisch produziertem Getreide bei der Branntweinbrennerei veranlasste Baumbach, erhebliche Mengen Roggen aus den russischen Baltikumprovinzen zu importieren, was nach der schon bald wieder erfolgten Aufhebung des Brennverbots heimischen Getreides ebenfalls große Verluste zur Folge hatte. Die wachsenden Schulden und zunehmend gesundheitlichen Probleme bewogen ihn schließlich 1823, seinen Sohn Ludwig aus kurhessischem Militärdienst nach Kirchheim zurückzurufen, um schrittweise die Verwaltung der Güter zu übernehmen.
Wilhelm Lebrecht von Baumbach verstarb 1826 in der Wohnung seines Sohnes Moritz in Kassel, auf der Reise zu der jährlichen Obervorsteherkonferenz der Ritterschaftlichen Stifter in Oberkaufungen.

## Ehen und Nachkommen
Wilhelm Lebrecht von Baumbach war zweimal verheiratet.
- Der am 7. Mai 1788 mit Caroline Schenck zu Schweinsberg (7. Mai 1770 in Schweinsberg, † 11. November 1796 in Kassel) geschlossenen Ehe entstammten Moritz, Caroline (beide in Maastricht geboren) und der 1796 geborene Friedrich.
- 1798 heiratete er Amalie Treusch von Buttlar aus dem Hause Altefeld, mit der er die Söhne Ludwig, Ernst und Hermann und die Töchter Marie, Mathilde und Auguste hatte.